# برويتينات
البرويتينات (الاسم العلمي:†Proetoidea) هي فوق فصيلة منقرضة من ثلاثيات الفصوص تتبع رتبة البرويتيات.

## التصنيف
- فصيلة البرويتات
  - أسرة البرويتاوات
    - جنس البرويتوس